# Elena Giusti
Elena Giusti (La Valletta, 14 novembre 1917 – Milano, 21 gennaio 2009) è stata un'attrice, cantante e soubrette italiana.

## Biografia
Nasce nell'isola di Malta a La Valletta, per puro caso (i genitori si trovavano in tournée nell'isola); a Roma frequenta il Conservatorio di Santa Cecilia, dove si diploma nel 1938 in pianoforte, studiando contemporaneamente anche canto lirico.
Scritturata per cantare accanto ad Alberto Rabagliati, debutta nel teatro di rivista insieme a Odoardo Spadaro, nella Compagnia di riviste di Totò nel 1943, in Aria nuova, ricoprendo il ruolo di soubrette anche per gli anni successivi.
Nei primi anni cinquanta è con Ugo Tognazzi, in una serie di spettacoli di varietà, nel 1959 si trasferisce per una lunga tournée negli Stati Uniti, per poi tornare in Italia e, dopo aver abbandonato qualsiasi forma di spettacolo, si occupa di commercio gestendo una boutique nel centro di Milano.

## Il teatro di rivista
- Fantasia musicale, Milano (1941)

Elena Giusti con Fiorenzo Fiorentini nel 1952

- Maddalena, dieci in condotta, di Vincenzo Rovi, Roma (1941 - 1942)
- Attenti al manifesto!, di Zepa (1942)
- Aria nuova, di Totò, musica di Armando Fragna, Teatro Galleria di Roma, 9 ottobre 1943
- Che ti sei messo in testa?, testo e regia di Michele Galdieri, Teatro Valle di Roma, 5 febbraio 1944
- Ridiamoci sopra, con Tino Scotti (1944)
- Ma dov'è questo amore?, di Vittorio Metz, con Vittorio De Sica e Elsa Merlini (1944)
- Con un palmo di naso, testo e regia di Michele Galdieri, Teatro Valle di Roma, 26 giugno 1944
- Hello... signorina!, di Rizzo, Visco e D'Orsara, Teatro Manzoni di Roma, 4 agosto 1944
- Col cappello sulle 23, di Riccardo Morbelli, regia di Camillo Mastrocinque (1945)
- Polvere di Broadway, testi e regia di Rossaldo, Napoli (1946)
- Si stava meglio domani, di Garinei e Giovannini, con Wanda Osiris e Gianni Agus, Teatro Lirico di Milano, 28 novembre 1946
- Ma se ci toccano nel nostro debole..., di Nelli, Mangini, Garinei e Giovannini, regia di Mario Mangini, Teatro Lirico di Milano, 5 marzo 1947
- C'era una volta il mondo, testo e regia di Michele Galdieri, Teatro Valle di Roma, 21 dicembre 1947
- Bada che ti mangio!, di Michele Galdieri e Totò, regia di Michele Galdieri, Teatro Nuovo di Milano, 3 marzo 1949
- Buondì, zia Margherita, testo e regia di Michele Galdieri, Teatro Adriano di Roma, novembre 1949
- Votate per Venere, di Orio Vergani e Dino Falconi, regia di Erminio Macario, Roma, 11 novembre 1950
- Dove vai se il cavallo non ce l'hai?, di Scarnicci e Tarabusi, regia di Daniele D'Anza, Teatro Nuovo di Milano, 15 novembre 1951
- Ciao, fantasma!, testi e regia di Scarnicci e Tarabusi, Teatro Lirico di Milano, 2 ottobre 1952
- Barbanera... bel tempo si spera, testi e regia di Scarnicci e Tarabusi, musiche di Lelio Luttazzi, Teatro Sistina di Roma, 10 ottobre 1953
- Baratin, di Jean Valmy, André Hornez e Henri Betti, con Tino Scotti, Teatro Olimpia di Milano, 23 dicembre 1954
- Il diplomatico, di Scarnicci e Tarabusi, regia di Silverio Blasi, Teatro Lirico di Milano, 20 ottobre 1958

## Filmografia
- I pompieri di Viggiù, regia di Mario Mattoli (1949)
- I due sergenti, regia di Carlo Alberto Chiesa (1951)
- Io, Amleto, regia di Giorgio Simonelli (1952)
- Café Chantant, regia di Camillo Mastrocinque (1953)
- Sua Altezza ha detto: no!, regia di Maria Basaglia (1954)

## Varietà televisivo Rai
- Album personale di Elena Giusti, di Vincenzo Rovi e Dino Falconi, orchestra di Giampiero Boneschi, regia di Vito Molinari, trasmesso l'8 febbraio 1954
- Canzoni da guardare, varietà musicale trasmesso in 2 puntate l'8 marzo e il 19 aprile 1954
- Scugnizza, operetta di Carlo Lombardo (testi) e Mario Costa (musiche), regia di Silverio Blasi, 2 aprile 1955
- La principessa della Czarda, operetta di Stein e Jenbach, musica di E. Kalman, regia di Romolo Siena, trasmessa il 17 aprile 1955
- La Belle Epoque, testi di Angelo Frattini, Italo Terzoli e Orio Vergani, regia di Eros Macchi, 6 puntate dal 23 marzo al 4 aprile 1957

## Discografia parziale

### Album
- 1957: Una voce nella sera (Pathé, QAT 6014)